# V692 Coronae Australis
V692 Coranae Australis eller HD 166596, är en ensam stjärna belägen i mellersta delen av stjärnbilden Södra kronan. Den har en högsta skenbar magnitud av ca 5,46 och är svagt synlig för blotta ögat där ljusföroreningar ej förekommer. Baserat på parallax enligt Gaia Data Release 3 på ca 1,74 mas beräknas den befinna sig på ett avstånd av ca 1 900 ljusår (ca  570 parsec) från solen. Den rör sig närmare solen med en heliocentrisk radialhastighet av ca -15 km/s. På dess nuvarande avstånd är V692 Coronae Australis ljusstyrka kraftigt minskad med 0,46 magnitud på grund av skymning av interstellärt stoft. Dess absoluta magnitud anges av Westin (1985) ett värde på -6,44 medan den utökade Hipparkoskatalogen har ett värde på -2,26.

## Observation

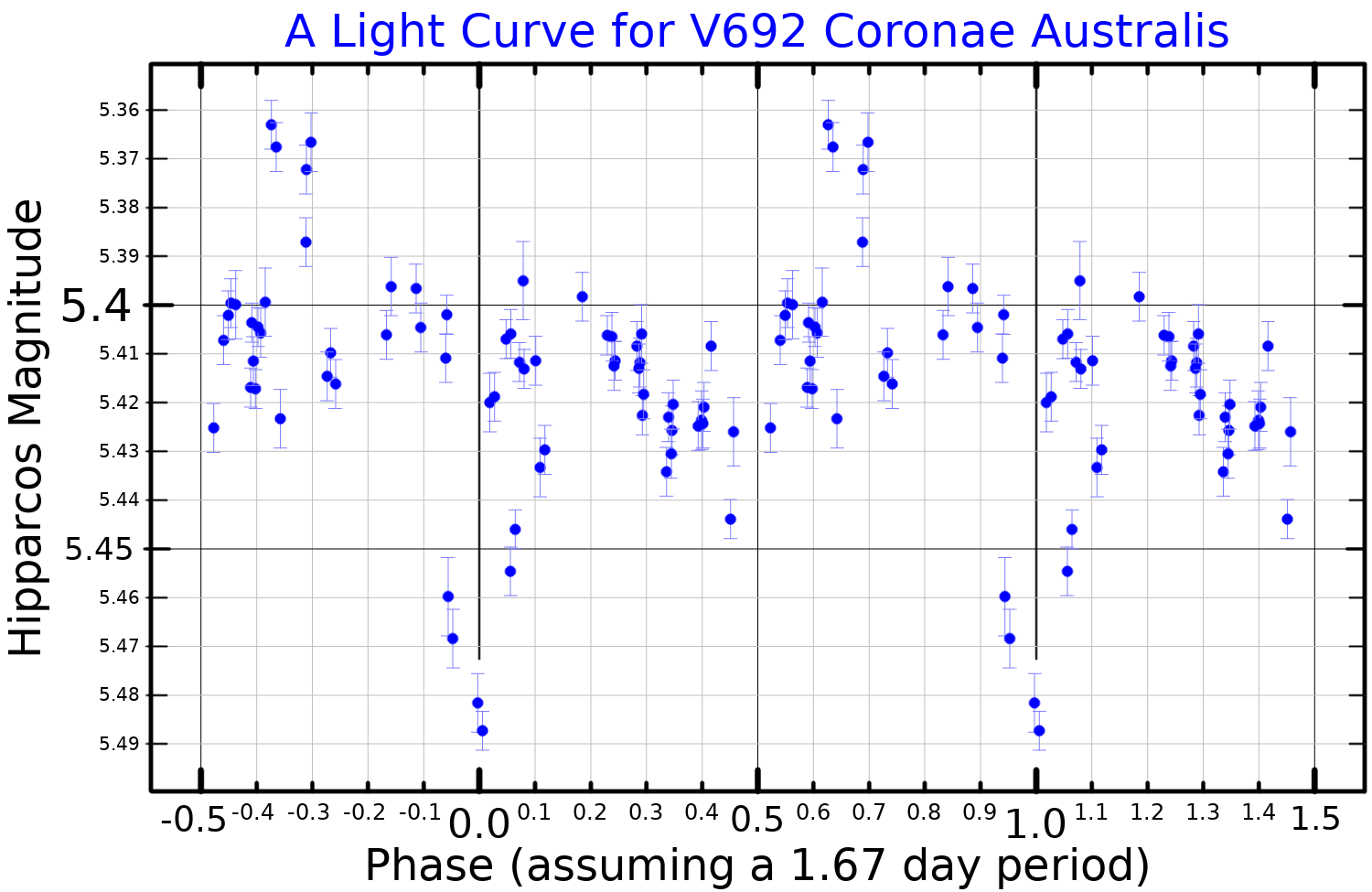
Ljuskurva i för V692 Coronae Australis, anpassad från Hipparcos-data.

Astronomerna Carlos och Mercedes Jaschek tillsammans med en kollega listade HD 166596 som en Be-stjärna 1964. Dess status som Ap-stjärna observerades dock inte förrän 1979 av astronomerna N. Vogt och A.M Faundez. Ett år senare observerades HD 166596 vara variabel med en period på 1,67 dygn. År 1981 bekräftades dess variation och den fick variabelbeteckningen V692 Coronae Australis – den 692:a variabla stjärnan i Corona Australis. Stjärnan kan ha en kortare period på 49,8 timmar.

## Egenskaper
V692 Coronae Australis är en blå-vit stjärna av spektralklass B2 III eller B1.5 IIIp, vilka båda anger att den är en något utvecklad jättestjärna av spektraltyp B. Den andra klassificeringen anger att V692 Coronae Australis har egenheter i dess spektrum. Den har en massa av ca 7,35 solmassor och en radie av ca 12,6 solradier. Den avger energi från dess fotosfär motsvarande ca 4 200 gånger solen vid en effektiv temperatur av ca 17 100 K. Stjärnan uppskattas ha en ålder av 31,6 miljoner år och den roterar snabbt med en projicerad rotationshastighet av 212 km/s.